# DDR2 (gen)
DDR2, ili CD167b (klaster diferencijacije 167b), je ljudski gen, koji je član broj 2 familije diskoidin domen receptora.
Receptor tirozin kinaze (RTK) igraju ključnu ulogu u komunikaciji ćelija sa njihovim mikro okruženjem. Ti molekuli su vezani za regulaciju ćelijskog rasta, diferencijacije i metabolizma. U više slučajeva biohemijski mehanizam kojim RTK sprovodi signal kroz membranu je pokazan da se sastoji od ligand indukovane oligomerizacije receptora, i naknadne intracelularna fosforilacije. Ova autofosforilacija dovodi do naknadne fosforilacije citosolnih proteina, kao i do asocijacije sa drugim molekulima koji su vezani za pleiotropske efekte transdukcije signala. RTK proteini imaju trojnu strukturu koja se sastoji od ekstracelularnog, transmembranskog, i citoplazmatičnog regiona. Ovaj gen kodira pripadnika nove RTK podklase sa različitim ekstracelularnim regionom koji okružuje domen sličan faktoru VIII. Alternativno spajanje (engl. splicing) ovog gena na 5' UTR dovodi do nekoliko transkript varijanti.

## Interakcije
Demonstrirano je da DDR2 ima protein-protein interakciju sa SHC1.

## Literatura
- Lapsys NM; Layfield R; Baker E (1993). „Chromosomal location of the human transketolase gene.”. Cytogenet. Cell Genet. 61 (4): 274—5. PMID 1486804.
- Abedinia M; Layfield R; Jones SM (1992). „Nucleotide and predicted amino acid sequence of a cDNA clone encoding part of human transketolase.”. Biochem. Biophys. Res. Commun. 183 (3): 1159—66. PMID 1567394.
- Edelhoff S, Sweetser DA, Disteche CM (1995). „Mapping of the NEP receptor tyrosine kinase gene to human chromosome 6p21.3 and mouse chromosome 17C.”. Genomics. 25 (1): 309—11. PMID 7774938.
- Maruyama K, Sugano S (1994). „Oligo-capping: a simple method to replace the cap structure of eukaryotic mRNAs with oligoribonucleotides.”. Gene. 138 (1-2): 171—4. PMID 8125298.
- Karn T; Holtrich U; Bräuninger A (1993). „Structure, expression and chromosomal mapping of TKT from man and mouse: a new subclass of receptor tyrosine kinases with a factor VIII-like domain.”. Oncogene. 8 (12): 3433—40. PMID 8247548.
- Hillier LD; Lennon G; Becker M (1997). „Generation and analysis of 280,000 human expressed sequence tags.”. Genome Res. 6 (9): 807—28. PMID 8889549.
- Suzuki Y; Yoshitomo-Nakagawa K; Maruyama K (1997). „Construction and characterization of a full length-enriched and a 5'-end-enriched cDNA library.”. Gene. 200 (1-2): 149—56. PMID 9373149.
- Vogel W, Gish GD, Alves F, Pawson T (1998). „The discoidin domain receptor tyrosine kinases are activated by collagen.”. Mol. Cell. 1 (1): 13—23. PMID 9659899.
- Mohan RR, Mohan RR, Wilson SE (2001). „Discoidin domain receptor (DDR) 1 and 2: collagen-activated tyrosine kinase receptors in the cornea.”. Exp. Eye Res. 72 (1): 87—92. PMID 11133186. doi:10.1006/exer.2000.0932.
- Ikeda K; Wang LH; Torres R (2002). „Discoidin domain receptor 2 interacts with Src and Shc following its activation by type I collagen.”. J. Biol. Chem. 277 (21): 19206—12. PMID 11884411. doi:10.1074/jbc.M201078200.
- Strausberg RL; Feingold EA; Grouse LH (2003). „Generation and initial analysis of more than 15,000 full-length human and mouse cDNA sequences.”. Proc. Natl. Acad. Sci. U.S.A. 99 (26): 16899—903. PMID 12477932. doi:10.1073/pnas.242603899.
- Faraci E; Eck M; Gerstmayer B (2004). „An extracellular matrix-specific microarray allowed the identification of target genes downstream of discoidin domain receptors.”. Matrix Biol. 22 (4): 373—81. PMID 12935821.
- Ota T; Suzuki Y; Nishikawa T (2004). „Complete sequencing and characterization of 21,243 full-length human cDNAs.”. Nat. Genet. 36 (1): 40—5. PMID 14702039. doi:10.1038/ng1285.
- Ferri N, Carragher NO, Raines EW (2004). „Role of discoidin domain receptors 1 and 2 in human smooth muscle cell-mediated collagen remodeling: potential implications in atherosclerosis and lymphangioleiomyomatosis.”. Am. J. Pathol. 164 (5): 1575—85. PMID 15111304.
- Leitinger B, Steplewski A, Fertala A (2005). „The D2 period of collagen II contains a specific binding site for the human discoidin domain receptor, DDR2.”. J. Mol. Biol. 344 (4): 993—1003. PMID 15544808. doi:10.1016/j.jmb.2004.09.089.
- Wall SJ, Werner E, Werb Z, DeClerck YA (2006). „Discoidin domain receptor 2 mediates tumor cell cycle arrest induced by fibrillar collagen.”. J. Biol. Chem. 280 (48): 40187—94. PMID 16186104. doi:10.1074/jbc.M508226200.
- Yang K; Kim JH; Kim HJ (2006). „Tyrosine 740 phosphorylation of discoidin domain receptor 2 by Src stimulates intramolecular autophosphorylation and Shc signaling complex formation.”. J. Biol. Chem. 280 (47): 39058—66. PMID 16186108. doi:10.1074/jbc.M506921200.
- Leitinger B, Kwan AP (2007). „The discoidin domain receptor DDR2 is a receptor for type X collagen.”. Matrix Biol. 25 (6): 355—64. PMID 16806867. doi:10.1016/j.matbio.2006.05.006.
- Zhang W; Ding T; Zhang J (2007). „Expression of discoidin domain receptor 2 (DDR2) extracellular domain in pichia pastoris and functional analysis in synovial fibroblasts and NIT3T3 cells.”. Mol. Cell. Biochem. 290 (1-2): 43—53. PMID 16967187. doi:10.1007/s11010-006-9136-4.
- Ford CE; Lau SK; Zhu CQ (2007). „Expression and mutation analysis of the discoidin domain receptors 1 and 2 in non-small cell lung carcinoma.”. Br. J. Cancer. 96 (5): 808—14. PMID 17299390. doi:10.1038/sj.bjc.6603614.
- Nicholas C. Price; Lewis Stevens (1999). Fundamentals of Enzymology: The Cell and Molecular Biology of Catalytic Proteins (Third изд.). USA: Oxford University Press. ISBN 019850229X.
- Eric J. Toone (2006). Advances in Enzymology and Related Areas of Molecular Biology, Protein Evolution (Volume 75 изд.). Wiley-Interscience. ISBN 0471205036.
- Branden C; Tooze J. Introduction to Protein Structure. New York, NY: Garland Publishing. ISBN 0-8153-2305-0.
- Irwin H. Segel. Enzyme Kinetics: Behavior and Analysis of Rapid Equilibrium and Steady-State Enzyme Systems (Book 44 изд.). Wiley Classics Library. ISBN 0471303097.